# Freedom-Klasse (2008)
Die Freedom-Klasse ist eine Klasse von sechzehn Littoral Combat Ship (Fregatten) der United States Navy für die küstennahe Gefechtsführung; neuartiger Schiffstyp der US Navy, die in den 2000er Jahren in Dienst gestellt wurden.

## Geschichte

### Planung und Bau

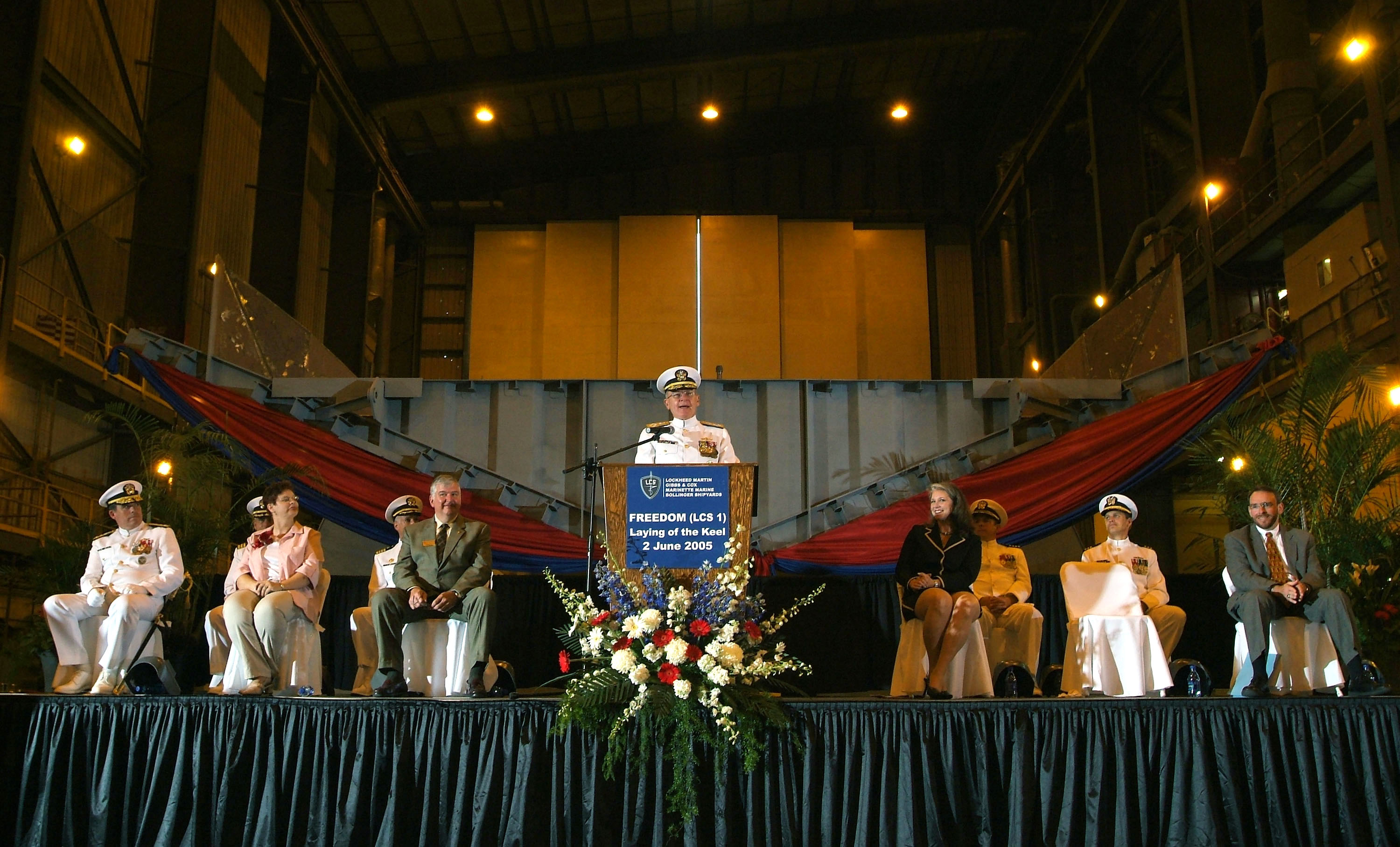
Ansprache von CNO Vernon E. Clark auf der Zeremonie zur Kiellegung der USS Freedom

Littoral Combat Ships sollen in der United States Navy die Fregatten der Oliver-Hazard-Perry-Klasse ersetzen, die durch den Verlust ihrer Raketenkapazitäten auch einen Großteil ihres Wertes verloren haben (Die SM1-MR-Raketen wurden auf Grund der geringen Effektivität gegen niedrig fliegende Ziele von der US-Navy außer Dienst gestellt). Die Navy ließ zwei komplett verschiedene Entwürfe für den potentiellen Nachfolger bauen, beide Klassen sollten aus zwei Einheiten bestehen. Neben der Freedom-Klasse, die von Lockheed Martin bei Marinette Marine und Bollinger Shipyards gebaut werden, existiert der Entwurf von General Dynamics, genannt Independence-Klasse. Alle LCS werden zu Beginn im Pazifik stationiert, Heimathafen wird San Diego, Kalifornien.
Das erste Littoral Combat Ship der US Navy überhaupt, die USS Freedom, wurde Ende 2004 in Auftrag gegeben, der Nachfolger der Freedom, LCS-3, dann Mitte 2006. Auf Kiel gelegt wurde die erste Einheit Mitte 2005, der Stapellauf erfolgte im Herbst 2006. Der Bau der zweiten Einheit wurde allerdings noch vor Kiellegung Anfang 2007 gestoppt, da massive Budgetüberschreitungen der Navy zunehmende Sorge bereitete. Da sich die Navy und Lockheed nachfolgend nicht auf einen neuen Vertrag mit festgeschriebenen Kosten einigen konnten, gab Marineminister Donald C. Winter im April bekannt, dass die Navy auf Grund der Kostenüberschreitungen eine Baustopp-Klausel in dem alten Vertrag ziehen werde. Im November 2007 ereilte General Dynamics dasselbe Schicksal. 2009 gab die Navy jedoch bekannt, ein weiteres Schiff der Klasse, USS Fort Worth bauen zu wollen. Der Kiel der Fort Worth wurde am 11. Juli 2009 gelegt.
Die israelische Marine zeigte Interesse daran, das Design zu adaptieren. Das Pentagon hat Lockheed die Freigabe erteilt, das Design zu exportieren. In Israel wurde abgewogen zwischen dieser und weiteren Beschaffungen der Sa’ar-5-Klasse. Im Juli 2009 verwarf Israel jedoch beide Alternativen und fasste stattdessen das deutsche MEKO-Design ins Auge.
Am 31. Dezember vergab die Navy einen weiteren Auftrag, nachdem Lockheed bis zu zehn weitere Schiffe der Klasse bauen darf; jeweils eines in den Wirtschaftsjahren 2010 und 2011 sowie je zwei von 2012 bis 2015. Ab 2011 ist jedoch für jede neue Bestellung eine Bestätigung durch den Kongress nötig. Auch General Dynamics erhielt für die Independence-Klasse einen solchen Auftrag.

### Kosten
Ursprünglich sollte der Bau der ersten Einheit rund 220 Millionen Dollar kosten, für die zweite waren knapp 200 Millionen an Baukosten geplant. Hierzu kommen noch Kosten etwa für die Pläne, Tests und Zertifizierungen und Administrationskosten, außerdem für die Endausrüstung und nachträgliche Baukosten. Im Februar 2008 bezifferte die Navy die Baukosten für die Freedom mit 471 Millionen Dollar, die Endkosten mit 631 Millionen. Hierzu kommen noch rund 100 Millionen Dollar für jedes Modul (siehe Abschnitt Technische Beschreibung).
LCS-3 soll knapp 549 Millionen US-Dollar kosten. Darin enthalten sind jedoch Materialien im Wert von 78 Millionen Dollar, die bereits 2007 für die frühere LCS-3 angeschafft worden waren. LCS-5 soll 438 Millionen Dollar im Bau kosten, hinzu kommen rund 25 Millionen Dollar für die Ausrüstung. Im Schnitt soll jedes der zehn ab 2010 bestellten Schiffe 440 Millionen Dollar kosten, wenn alle Aufträge ausgeführt werden.

## Einsatzprofil
Die Freedom-Klasse ist speziell für die küstennahe Gefechtsführung geplant, weshalb der geringe Tiefgang, aber auch hohe Geschwindigkeiten und ein geringes Radarprofil, in der Konstruktion wichtig waren. Je nach vorgesehenem Einsatzzweck können die Schiffe mit passenden Modulen ausgerüstet werden.

## Einheiten

### Betreiber
Vereinigte Staaten
| #  | Name                                | Kiellegung       | Stapellauf         | Indienststellung   | Außerdienststellung | Verbleib     |
| -- | ----------------------------------- | ---------------- | ------------------ | ------------------ | ------------------- | ------------ |
| 01 | USS Freedom (LCS-1)                 | 2. Juni 2005     | 23. September 2006 | 8. November 2008   | 29. September 2021  | -            |
| 02 | USS Fort Worth (LCS-3)              | 11. Juli 2009    | 4. Dezember 2010   | 22. September 2012 |                     | aktiv        |
| 03 | USS Milwaukee (LCS-5)               | 27. Oktober 2011 | 18. Dezember 2013  | 21. November 2015  | 8. September 2023   | -            |
| 04 | USS Detroit (LCS-7)                 | 8. November 2012 | 18. Oktober 2014   | 22. Oktober 2016   | 29. September 2023  | -            |
| 05 | USS Little Rock (LCS-9)             | 27. Juni 2013    | 18. Juli 2015      | 16. Dezember 2017  | 29. September 2023  | -            |
| 06 | USS Sioux City (LCS-11)             | 19. Februar 2014 | 30. Januar 2016    | 17. November 2018  | 14. August 2023     | -            |
| 07 | USS Wichita (LCS-13)                | 9. Februar 2015  | 17. September 2016 | 12. Januar 2019    |                     | aktiv        |
| 08 | USS Billings (LCS-15)               | 2. November 2015 | 1. Juli 2017       | 3. August 2019     |                     | aktiv        |
| 09 | USS Indianapolis (LCS-17)           | 18. Juli 2016    | 18. April 2018     | 26. Oktober 2019   |                     | aktiv        |
| 10 | USS St. Louis (LCS-19)              | 17. Mai 2017     | 15. Dezember 2018  | 8. August 2020     |                     | aktiv        |
| 11 | USS Minneapolis-Saint Paul (LCS-21) | 23. Februar 2018 | 15. Juni 2019      | 21. Mai 2022       |                     | aktiv        |
| 12 | USS Cooperstown (LCS-23)            | 14. August 2018  | 19. Januar 2020    | 20. September 2022 |                     | aktiv        |
| 13 | USS Marinette (LCS-25)              | 27. März 2019    | 31. Oktober 2020   | 16. September 2023 |                     | aktiv        |
| 14 | USS Nantucket (LCS-27)              | 9. Oktober 2019  | 7. August 2021     | 16. November 2024  |                     | aktiv        |
| 15 | USS Beloit (LCS-29)                 | 22. Juli 2020    | 7. Mai 2022        | 23. November 2024  |                     | aktiv        |
| 16 | USS Cleveland (LCS-31)              | 16. Juni 2021    | 14. April 2023     |                    |                     | in Erprobung |

 Saudi-Arabien
Die vier bestellten Saudi-Schiffe sind sogenannte Multi-Mission Surface Combatants (MMSC). Sie verfügen über eine stärkere Bewaffnung wie Harpoon Block II und Evolved Sea Sparrow Flugkörpern, ein Nahbereichs-Flugabwehrsystem RAM sowie ein 76-mm-Geschütz. Sie werden zur Ostflotte im Persischen Golf gehören.

### Interessenten
Griechenland
Die griechische Marine zog einen von Lockheed Martin vorgeschlagenen, an die griechischen Bedürfnisse angepassten Entwurf der Klasse in Betracht. Der Entwurf schied allerdings aus.

## Technische Beschreibung

### Rumpf

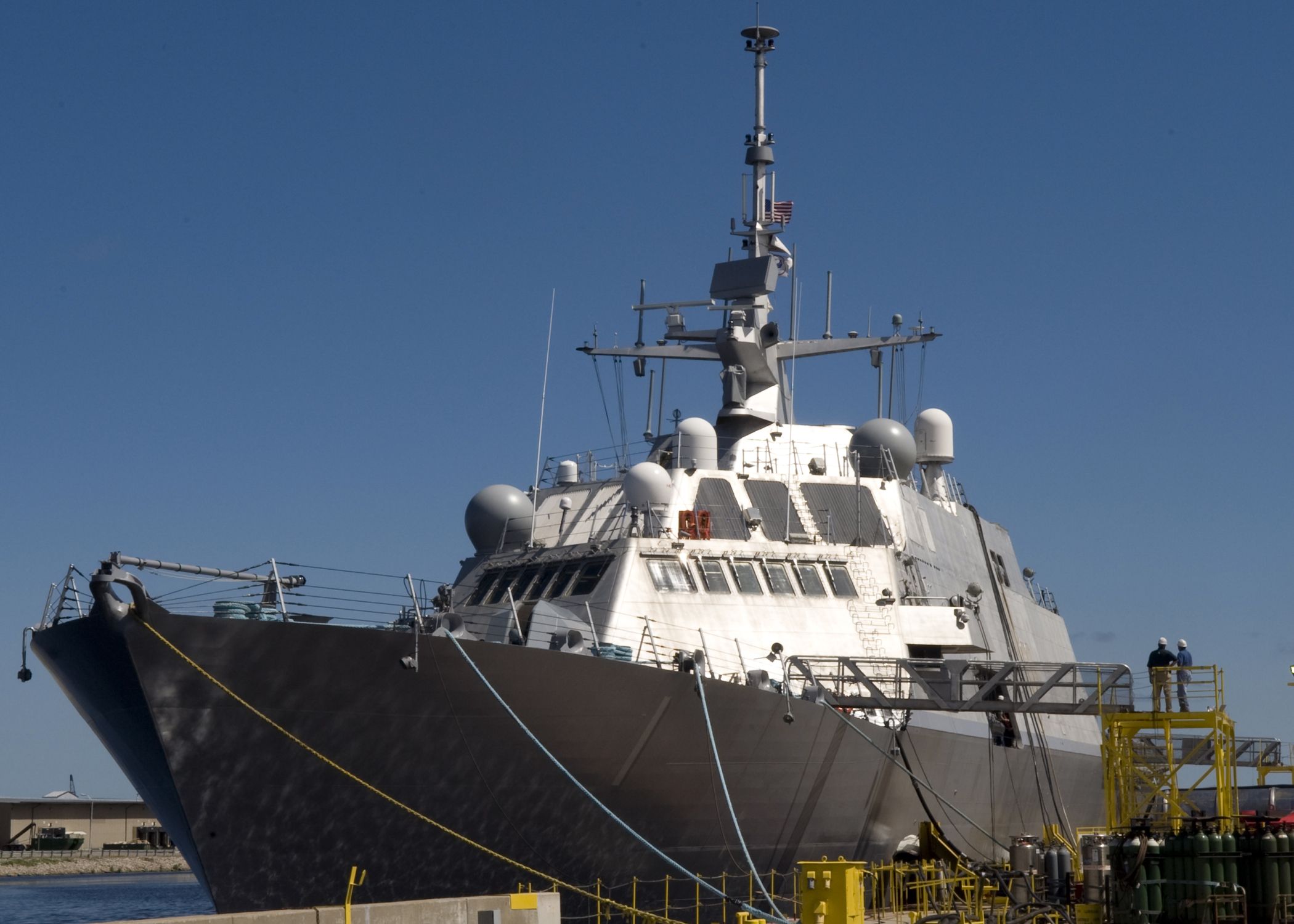
Frontansicht der Freedom

Die Schiffe der Freedom-Klasse sind rund 115 Meter lang und 13 Meter breit, sie verdrängen voll beladen rund 3500 ts. Die Besonderheit ist der geringe Tiefgang von nur 4,30 Metern.

### Antrieb
Der Antrieb erfolgt über eine Kombination aus Dieselmotoren und Gasturbinen (CODAG-Antrieb). Die Einheiten besitzen je zwei MT30-Gasturbinen von Rolls-Royce, mit je 48000 PS (36 MW) und zwei 16PA6B Dieselmotoren von Colt-Pielstick (Tochterunternehmen der MAN AG), mit je 9100 PS/6,8 MW.
Statt einer Schiffsschraube wird ein Wasserstrahlantrieb mit 4 Rolls-Royce Kamewa 153SII Düsen verwendet, von denen 2 steuerbar sind. Die Höchstgeschwindigkeit wird mit mehr als 40 Knoten angegeben.
Vier Dieselmotoren Isotta Fraschini V1708 mit jeweils 750 kW versorgen das Schiff samt Bordelektronik und Waffensystemen mit Strom.

### Bewaffnung
Die Bewaffnung der Freedoms besteht primär aus Rohrwaffen in Schiffsgeschütztürmen. Sekundär führt das Schiff Lenkflugkörper und Torpedos mit sich.
- 1× BAE Systems Mark 110 Kaliber 57 × 438 mm (Lauflänge 70 Kaliber) mit 400 Schuss Munition, sowie zwei Schnelleinsatzmagazine mit je 240 Schuss Munition zum Nachladen
- 2× Maschinenkanonenturm mit je 1× 30-mm-Maschinenkanone Mk.44 Bushmaster II
- 8× Naval Strike Missile (2× Vierfachstarter) Seezielflugkörper[25][26]
- 1× Mk-49-Lenkflugkörperwerfer mit 21× RIM-116 Rolling Airframe Missile
- 6× Honeywell-Mark-50-Leichtgewichtstorpedo (Kaliber 325 mm) in mehreren Werfereinheiten
- 4× M144-Kugellafette mit je 1× 12,7-mm-Maschinengewehr GAU-19/M2HB mit mehreren Gurtkästen zu je 110 Schuss Munition

Die Installation von AGM-176-Griffin-Lenkwaffen zur Bekämpfung von See- und Landzielen ist geplant.
Achtern befindet sich eine Landefläche für einen Helikopter, der Hangar kann zwei Sikorsky MH-60R/S Seahawk aufnehmen. Ebenfalls ist der Start von Drohnen möglich.

### Sensoren
Als primäres System zur Erfassung von See- und Luftzielen kommt bei den ersten acht Schiffen das TRS-3D Multifunktionsradar von Hensoldt zum Einsatz (US-Bezeichnung AN/SPS-75). Es besitzt eine Phased-Array-Antenne mit integrierter Freund-Feind-Erkennung und arbeitet im G-Band (4 bis 6 GHz). Der gesamte Komplex wiegt etwa 2 Tonnen und benötigt bis zu 20 kW elektrische Energie. Marschflugkörper können ab 15 bis 20 km Entfernung erfasst werden, Jagdflugzeuge ab 110 km. Ab Schiff 9, der USS Indianapolis, kommt das verbesserte TRS-4D (AN/SPS-80) mit bis zu 250 km Reichweite zum Einsatz.
Die Elektronische Aufklärung wird durch das WBR-2000 von Argon ST sichergestellt, welches Radioemission im Frequenzbereich von 2 bis 18 GHz ab einer Schwelle von −65 dBm auffassen und identifizieren kann.
Zur Erfassung und Klassifizierung von Unterwasserobjekten kommt ein AN/SQR-22-Schleppsonar von Lockheed Martin zum Einsatz. Hierbei handelt es sich um eine verbesserte Version des AN/SQR-19-Systems, das bereits auf einigen Aegis-Schiffen installiert wurde.
Zur Kommunikation kommen unter anderem Datenverbindungen vom Typ Link 1, Link 16 und CEC zum Einsatz.